# Kalinga Magha
Kalinga Magha fou rei de Polonnaruwa del 1215 al 1236. Era un guerrer i/o príncep kalinga. Va reclutar 20.000 homes a Kerala al país Txera, i amb ells va envair Ceilan i va assolar l'illa cometen tota mena de excessos, saquejant, robant i violant. Va assetjar i ocupar Polonnaruwa, on va fer presoner al rei Parakrama Pandya al que va treure els ulls, i es va proclamar rei. El botí obtingut fou donat als seus homes incloent els animals i terres. Els habitants de Pihiti Rata van patir molt sota el seu govern de 21 anys. En canvi els seus intents per ocupar el sud del país (Ruhunu) no van reeixir i els habitants, sota el seu cap Bhuvaneka Bahu, van resistir.
Els habitants de Maya Rata foren atacats també per Kalinga Magha, però finalment van poder rebutjar als atacants sota la direcció de Vijaya Bahu III, un príncep de sang reial.
Uns anys després Pandita Parakramu Bahu va derrotar repetidament a Kalinga Magha, i aquest va decidir retirar-se del país amb tots els seus tresors. Es va dirigir a Mantotta, però allí fou atacat per Pandita i les forces de Magha aniquilades (1236)